# 부여 홍산 상천리 마애불입상
부여 상천리 마애불입상(扶餘 上川里 磨崖佛立像)은 대한민국 충청남도 부여군 홍산면 상천리구산 중턱에 있는 고려시대의 마애여래입상이다. 홍산면 태봉산 정상의 북쪽 산중턱 암벽에 있다. 1992년 12월 8일 충청남도의 유형문화재 제140호로 지정되었다.

## 개요
높이 5.2m. 충청남도 유형문화재 제140호. 앞쪽으로 약간 기울어져 있는 거대한 바위면에 독존의 여래입상이 얕게 부조되어 있다. 몸체에 비해 얼굴이 크고 우람한 모습으로 머리는 소발(素髮)이고 육계(肉髻)가 커다랗게 솟아 있다. 얼굴은 둥글넙적한데 눈이 가늘며 입술은 두터워서 토속적인 인상이다.
법의는 우견편단(右肩偏袒)으로 옷자락이 왼쪽 어깨를 덮고 배 부분부터 아래로 둥글게 늘어지고 있다. 수인(手印)은 왼손을 배 앞에 대어 손바닥을 벌리고 오른손은 자연스럽게 늘어뜨려 엄지와 검지를 대고 있는 모습이다. 발 아래쪽은 땅에 묻혀 보이지 않는다. 부여 지방에서는 별로 볼 수 없는 고려시대의 거대한 마애불이다.

## 참고 자료
- 부여홍산상천리마애불입상 - 국가유산청 국가유산포털